# Hernád (vattendrag)
Hernád (slovakiska: Hornád) är ett 286 km långt vattendrag i Slovakien (178 km) och Ungern (108 km). Källan ligger i Kráľova hoľa i Nedre Tatrabergen i centrala Slovakien. Den sammanflödar med Sajó i nordöstra Ungern. Den senare är ett biflöde till Tisza och vattendragen ingår således i Donaus avrinningsområde.